# دازوميت
دازوميت (بالإنجليزية: Dazomet)‏هو مبيد شائع للتربة يعمل كمبيد للأعشاب ومبيد للفطريات ومبيد للجزيئات  ومبيد للديدان الخيطية ، صيغته الكيميائية C5H10N2S2 ، وزنه الجزيئي 162.28 جرام/مول، و درجة انصهاره تتراوح ما بين 106-107 درجة سيليزية . قابل للذوبان في الكحول مما يحدث تفككا في المادة.

## استخدامات
دازوميت مادة كيميائية تستخدم لقتل الآفات التي تمنع نمو النبات من خلال التحلل الغازي. يستخدم دازوميت كمعقم للتربة في ملاعب الجولف ، ودور الحضانة ، ومواقع العشب ، وتربة الأواني وغيرها . يستخدم دازوميت لتعقيم التربة كبديل لبروميد الميثيل . على الرغم من أنها أقل فعالية إلا أنها لا تزال تستخدم لقتل الآفات بسبب سميتها الأقل نسبيًا. يستخدم دازوميت على التربة الرطبة ، مما يتسبب في تحلل دازوميت نفسه إلى شكل غازي ، وهو ما يتحكم بفعالية في الآفات. يؤدي تحلل دازوميت إلى إطلاق ميثيل أيزوثيوسيانات (MITC) وهو غاز سام للآفات من شأنه أن يمنع أو يقتل نمو النبات. كما تم إثبات فعالية Dazomet في الوقاية من مرض Phellinus noxius أو مرض تعفن الجذور البني.

## الشكل واللون والرائحة
دازوميت يأخذ شكل بلورات عديمة اللون. يوصف دازوميت بأن له رائحة نفاذة ضعيفة.

## علم السموم والسلامة
دازوميت مادة مهيجة للعيون تسبب التحسس الجلدي  ومنتج تحللها ، MITC . ويعتبر شديد السمية للكائنات المائية والثدييات أيضا.

## الاستقرار ومدة الصلاحية
دازوميت مستقر عند درجات حرارة تصل إلى 35 درجة مئوية ؛ ويعتبر حساسا لدرجة الحرارة> 50 درجة مئوية والرطوبة. مدة صلاحية دازوميت عامين على الأقل عند تخزينها في درجة حرارة أقل من 50 درجة مئوية.

## الطيف الشامل
تبلغ ذروة الأيونات الجزيئية لدازوميت 162 م / ع. هناك نوعان من قمم الأجزاء الرئيسية ، واحدة عند 89 م / ض والأخرى عند 42 م / ع. تمثل ذروة الشظية عند 89 م / ض خسارة MITC ، وهو التدهور الغازي الرئيسي لـ dazomet.

## براءات الاختراع
براءة الاختراع رقم US5989597
أمبروز راجامانان هو مخترع العملية الجديدة لتعقيم التربة بشكل مستمر وفوري باستخدام مادة تبخير تنشط بالماء. دازوميت هو أحد مواد التبخير التي يتم تنشيطها بالماء والتي يمكن استخدامها. تضمن هذه العملية تفعيل المبخرة بنسبة 100٪. لذلك ، ستكون هناك حاجة إلى تبخير أقل لضمان تعقيم التربة بالكامل.
رقم البراءة CN1543787